# Horace Bonser
Horace Robert Bonser (15. juni 1886 i Cincinnati - 7. juni 1934 smst) var en amerikansk skytte som deltog i OL 1920 i Antwerpen.
Bonser blev olympisk mester i skydning under OL 1920 i Antwerpen. Han vandt i holdkonkurrencen i lerdueskydning-konkurrencen. De andre på holdet var Mark Arie, Frank Troeh, Forest McNeir, Frank Wright og Jay Clark.